# 시진핑 실각설
시진핑 실각설(Xi Jinping ouster rumors)은 중화인민공화국의 최고지도자 시진핑 총서기이 권력에서 축출되었거나 축출될 것이라는 주장을 중심으로 제기된 일련의 소문 및 추측이다. 이러한 주장은 주로 온라인 커뮤니티, 사회관계망서비스(SNS), 유튜브 등에서 제기되었으며, 일부 대한민국 및 해외 언론을 통해 간헐적으로 보도되었다. 특히 2025년 7월을 전후하여 시진핑의 공식 석상 부재, 권력 내 갈등설, 건강 이상설 등이 맞물리며 실각설이 재차 확산되었다.
해당 실각설은 과거에도 반복적으로 등장한 바 있으나, 대부분 명확한 증거나 공신력 있는 보도로 입증되지 않았다. 2025년의 실각설 역시 확인되지 않은 정보에 기반하여 제기되었으며, 중국 정부는 관련 보도에 대해 별도의 공식 입장을 내놓지 않은 채 시진핑의 공개 행보를 통해 간접적으로 대응하고 있다.
한편, 일부 전문가들은 이러한 실각설의 반복이 중국 내부의 정치 불안정성, 정보 통제, 외부 관측의 한계 등 구조적 요인에서 기인한 것이라고 분석하고 있다.

## 2025년 실각설의 발단

### 최초 보도 시점과 매체
2025년 7월 초, 시진핑 중국공산당 총서기의 공개 일정이 일정 기간 동안 보도되지 않고 중국 관영 매체에서도 관련 언급이 줄어들자, 온라인을 중심으로 그의 실각설이 제기되기 시작했다. 해당 소문은 처음에는 중국 내 SNS 및 해외 중화권 커뮤니티를 통해 확산되었으며, 이후 한국의 유튜브 채널과 온라인 커뮤니티, 그리고 일부 언론 칼럼 등을 통해 대중적으로 알려졌다.
한국에서는 7월 10일경부터 시진핑 실각설을 다룬 칼럼과 해설이 등장하기 시작했다. 특히 시사저널은 7월 11일자 칼럼에서 시진핑의 장기집권 체제와 권력 집중 구조의 위험성을 언급하며 실각설을 다뤘다. 다만, 이 보도는 실각설의 진위를 입증하기보다는 해당 루머의 정치적 맥락과 상징성을 분석한 내용이었다.
중국 정부는 실각설에 대한 공식 해명을 내놓지 않았으며, 주요 관영 매체들도 이에 대해 직접적으로 언급하지 않았다. 이후 시진핑의 공개 활동이 보도되면서 실각설은 일시적으로 수면 아래로 가라앉았다.

### 온라인 확산 경로
시진핑 실각설은 2025년 7월 초를 기점으로 주로 온라인을 통해 급속히 확산되었다. 최초의 발단은 중국 내부의 정황에 대한 간접적 추론과 일부 영상 콘텐츠였으며, 이후 한국, 대만, 홍콩 등 중화권 외부 지역에서 활동하는 유튜브 채널과 SNS 계정을 중심으로 실각설이 반복적으로 제기되었다. 특히 유튜브에서는 시진핑의 장기 부재, 공식 일정 미공개, 중국 공산당 내 권력투쟁 가능성 등을 언급한 영상들이 높은 조회 수를 기록하며 국내외 커뮤니티에 빠르게 공유되었다.
X(구 트위터), 텔레그램, 웨이보 등 주요 플랫폼에서도 실각설과 관련된 키워드가 검색 순위 상위에 오르거나 해시태그를 통해 유포되었다. 이 과정에서 일부 사용자는 시진핑의 건강 이상설이나 군부 개입설 등의 근거 없는 내용을 추가하거나 확대 재생산하였다. 나아가 위성사진, 항공기 이동 경로, 지도상 특정 지역 통제설 등을 기반으로 한 분석 영상이나 글들이 퍼지며 실각설의 신빙성을 강화하려는 시도도 이어졌다.
다만 이러한 정보의 상당수는 출처가 불분명하거나 단순한 추측에 기반한 것으로 밝혀졌으며, 기존에도 유사한 방식으로 유포되었던 루머 양상과 유사하다는 평가가 제기되었다. 그럼에도 불구하고 정보 검열이 엄격한 중국의 특성상 실시간으로 내부 상황을 파악하기 어렵다는 점이 루머의 확산을 더욱 가속화시킨 요인으로 지적되었다.

### 주요 인물 및 발언
시진핑 실각설이 확산되는 과정에서 여러 국내외 인물들이 해당 사안에 대해 직간접적인 언급을 하였다. 한국에서는 일부 언론인과 칼럼니스트들이 실각설의 배경과 중국 정치 구조의 불안정성에 대해 해석을 시도하였으며, 보수 성향의 시사 매체나 유튜브 채널을 중심으로 시진핑의 권력 기반 약화 가능성에 주목하는 분석이 제기되었다. 특히 언론인 전영기는 2025년 7월 11일자 칼럼에서 실각설을 단순한 루머로 보지 않고 권력 과잉이 초래할 수 있는 정치적 균열의 상징으로 해석하였다.
해외에서는 대만과 홍콩의 일부 논평가 및 중국 정치 전문가들이 실각설의 전개 양상을 비판적으로 조망했다. 이들 중 일부는 시진핑 체제의 정보 불투명성과 권력 집중 구조가 외부로부터 다양한 해석을 유발할 수밖에 없다는 점을 지적하며, 실각설의 신빙성보다는 그것이 드러내는 중국 정치의 구조적 문제에 주목하였다.
한편 중국 공산당 고위 인사나 관영 매체에서는 실각설과 관련된 직접적인 발언은 없었으며, 실각설이 제기된 시점 이후에도 공식 행사나 회의에서 시진핑을 중심으로 한 기존 체제가 유지되고 있음을 시사하는 보도만이 간헐적으로 이어졌다. 이로 인해 공식 입장을 밝히지 않는 방식 자체가 일종의 메시지로 해석되기도 하였다.

## 실각설의 주요 내용

### 권력 내부 투쟁설
시진핑 실각설의 주요 배경 중 하나로 거론되는 것은 중국 공산당 내부의 권력 투쟁 가능성이다. 2025년 5월경부터 복수의 중화권 전문가 및 한국 언론의 일부 보도를 통해, 시진핑이 사실상 군권을 상실하고 당의 주도권마저 원로 정치인과 반시진핑파에 의해 위협받고 있다는 해석이 제기되었다. 시사IN의 보도에 따르면, 2025년 5월 14일 중국 공산당 중앙정치국은 원로 인사, 퇴역 군 장성, 전직 상무위원 등을 포함한 비공식 확대회의를 개최하였고, 이 회의에서 시진핑의 거취 문제가 핵심 안건으로 논의되었다. 회의 참석자들은 전면 퇴진과 점진적 축출을 두고 격론을 벌였으며, 8월에 예정된 4중전회에서 공식적인 결정을 내릴 것으로 알려졌다.
보도에 따르면 시진핑은 이미 군 통제권을 상실하고, 정치적으로도 '실권을 잃은 꼭두각시'로 전락했다는 주장이 제기되었다. 반시진핑 성향의 군부 핵심 인사인 장유샤 중앙군사위원회 제1부주석은 해당 회의에서 시진핑이 직접 발탁한 군 간부 다수의 이름을 열거하며, 군 내 시진핑파의 몰락을 선언한 것으로 알려졌다. 그의 발언은 군 내부에서 이미 시진핑 세력이 기반을 상실했음을 보여주는 징후로 해석되었다.
군부 내 주요 인물의 숙청과 이탈도 이러한 권력 이동의 배경으로 지목된다. 대표적으로 시진핑의 직계 인사로 분류되던 먀오화 중앙군사위 정치공작부 주임과 허웨이둥 군사위 부주석은 2024년부터 연이어 낙마하거나 사망했으며, 이들 모두 푸젠성 인맥으로 구성된 '푸젠방' 출신이다. 특히 먀오화는 조사 과정에서 약 1300명에 이르는 군 인사 정보를 자백한 것으로 전해졌고, 이는 시진핑 계열 군맥의 와해를 가속화하는 결정적 계기가 되었다.
또한, 로켓군 숙청 이후 장유샤 계열로 분류되는 '월전방'(베트남전 참전 경험자) 인사들이 군의 핵심 요직을 차지하게 되었고, 이에 따라 시진핑이 중용했던 '대해방'(타이완 근접 전구 출신) 인사들은 대부분 축출되거나 실각한 것으로 분석된다. 이외에도 시진핑의 핵심 보좌역으로 알려진 대비 중사오쥔의 실종설 역시 시진핑이 군을 장악하지 못하고 있음을 방증하는 사례로 거론되고 있다.
당내 권력 이동도 병행되고 있다. 최근 공산당 조직부와 통일전선부 인사의 맞교환, 후진타오·원자바오 등 원로 그룹의 재등장, 공청단 계열의 세력 확대 등이 이루어지고 있다. 특히 2022년 당대회 폐막식에서 강제 퇴장당한 후진타오가 2025년 정치국 확대회의에서 주도권을 행사한 것은 정치적 상징성을 넘어 사실상 공청단의 복귀를 의미하는 것으로 해석되고 있다.
결과적으로 2024년 6월 이후 장유샤가 주도한 군 내 반격과, 2025년 상반기 공산당 내부 회의에서 드러난 권력 재편 움직임은 시진핑 실각설의 정치적 기반이 되는 핵심 요인으로 작용하고 있다. 이와 같은 복합적인 권력 이동과 군·당 내 재편 과정은 단순한 유언비어 수준을 넘어 실질적 정국 변화 가능성으로 해석되며, 실각설에 설득력을 부여하고 있다는 평가도 있다.

### 쿠데타 또는 강제 퇴진설
시진핑 실각설과 관련하여 제기된 가장 극적인 가설 중 하나는 군부나 당 내부 세력에 의한 쿠데타 또는 강제 퇴진설이다. 해당 주장은 주로 중화권 외부의 분석가나 망명 전문가, 일부 서방 언론 및 유튜브 채널을 통해 제기되었으며, 2025년 5월 이후 시진핑 총서기의 실질적 권력 상실 정황이 보도되면서 다시 주목받았다.
2025년 6월, 시사IN 등 일부 언론은 중국 공산당 내부 소식통과 중화권 전문가들의 발언을 인용해 시진핑이 더 이상 실질적인 국정 운영을 주도하지 못하고 있으며, 정치국 확대회의에서 사실상 ‘전면 퇴진’이 논의되었다고 보도했다. 보도에 따르면, 해당 회의에서는 시진핑의 거취를 둘러싼 이견 속에서 그를 단계적으로 축출할지, 혹은 즉각적인 전면 퇴진을 단행할지를 두고 고위 간부들 간의 격론이 벌어졌고, 그 결과 8월로 예정된 4중전회에서 결론을 내리기로 하였다는 것이다.
이 과정에서 시진핑 직계 군부 인사들이 연이어 낙마하거나 사망하는 일이 발생하였고, 핵심 보좌관의 실종설까지 더해지면서 시진핑이 '비폭력적 쿠데타' 혹은 '정치적 축출'을 당하고 있다는 분석이 제기되었다. 특히 장유샤 중앙군사위 부주석이 중국의 주요 전구(戰區) 사령관을 모두 교체하고 베이징 인근 병력의 지휘권을 확보했다는 소식은 일부 분석가들로 하여금 사실상의 군부 주도 정권 이양 가능성을 언급하게 했다.
이러한 주장은 중국 내 폐쇄적인 정보 환경과 언론 통제 탓에 확인되기 어렵지만, 시진핑이 더 이상 단독으로 국정을 주도하지 못하고 있다는 관측이 꾸준히 제기된 것은 사실이다. 일각에서는 권력의 상징적 외양은 유지하되 실권은 다른 세력으로 넘어간 ‘연성 쿠데타’의 가능성도 언급된다.
다만 중국 정부는 이에 대해 공식 입장을 밝히지 않고 있으며, 관영 매체들은 여전히 시진핑의 정상적 집권 체제를 강조하고 있어 해당 주장들의 진위를 판단하기 어렵다. 이에 따라 쿠데타설은 중화권 내 일부 망명 세력의 분석, 군부 재편과 인사 이동을 통한 추론, 그리고 당내 비공개 회의 내용 유출을 근거로 제기된 해석적 주장으로 분류된다.

## 실각설의 확산 배경
시진핑 실각설이 2025년 들어 다시금 대중적으로 확산된 배경에는 중국 내외의 다양한 정치·사회적 조건이 복합적으로 작용하고 있다. 외형상으로는 시진핑이 3연임 체제를 공고히 하며 권력을 유지하고 있었지만, 내부적으로는 정치권력의 집중, 군부 내 갈등, 경제 침체, 정보 통제 등 여러 요인이 얽히면서 소문과 루머가 형성되기 쉬운 환경이 조성되었다.
우선 정치권 내부의 불안정성이 주요 원인으로 지적된다. 시진핑은 2012년 집권 이후 '반부패'를 명분으로 대규모 숙청을 단행하고 당·정·군 전반에 걸쳐 직계 인사들을 중용해 왔다. 그러나 2024년 중반부터 그의 핵심 인사였던 군부 인사들이 잇따라 실각하거나 조사를 받으면서 시진핑의 권력 기반이 흔들린다는 관측이 제기되었다. 특히 푸젠성 인맥으로 분류되는 먀오화, 허웨이둥 등의 낙마는 단순한 개인 비리 문제가 아니라 시진핑 계열 전체의 권력 쇠퇴로 해석되었다. 이에 따라 당 내부와 군부에서 반시진핑 계열의 역공 가능성이 제기되었고, 실제로 장유샤를 중심으로 한 반대 세력이 군 지휘권을 장악해 가고 있다는 보도까지 나오게 되었다.
경제적 요인 역시 실각설의 확산에 기여한 중요한 배경이다. 2023년 이후 중국 경제는 부동산 시장 붕괴, 지방정부 부채 문제, 청년층 실업률 급등, 외국자본 유출 등으로 구조적인 위기에 직면해 있었으며, 이에 따른 대중의 불만도 점차 커지고 있었다. 시진핑이 추진해 온 공동부유 정책과 국유 중심 성장전략은 시장의 자율성을 위축시켰고, 민간 기업의 투자 의욕을 저하시켰다는 평가를 받았다. 경제 상황 악화에 대한 책임이 최고 지도자에게 집중되면서 자연스럽게 정치적 리더십에 대한 회의론이 확산되었고, 이는 실각설이 설득력을 얻는 토양으로 작용했다.
또한, 외교적 고립과 대외 이미지의 악화도 실각설의 파급력을 키운 요인 중 하나로 평가된다. 미국과의 전략적 경쟁 구도가 격화되고, 대만 문제를 둘러싼 군사적 긴장이 지속되며 국제사회에서 중국의 외교적 입지는 점차 좁아졌다. 시진핑의 외교 노선은 강경하고 일방적인 인상을 주었고, 특히 내정 불안을 외부 적대 요소로 전가하려는 시도는 오히려 국내 정치의 불안정성을 드러내는 결과를 낳았다. 이런 맥락에서 일부에서는 실각설이 외부 압박에 대응하기 위한 권력 교체의 일환이라는 해석도 제기되었다.
정보 통제와 정치 시스템의 불투명성 역시 실각설이 반복적으로 확산되는 구조적 배경이다. 중국 공산당 체제 특성상 고위급 인사의 건강 상태나 정치 동향에 대한 정보는 철저히 통제되며, 언론은 당국의 지침에 따라 움직인다. 이러한 상황에서 지도자의 공개 활동이 일시적으로 중단되거나, 일정이 불규칙하게 변경되는 경우 외부에서는 이를 권력 이상 징후로 해석하는 경향이 강해진다. 실제로 2025년 7월 시진핑이 공식 석상에 나타나지 않은 기간 동안 실각설이 급속히 퍼졌으며, 그 과정에서 유튜브, SNS, 텔레그램 등 정보 유통의 경로를 통해 확인되지 않은 내용들이 급속히 확산되었다.
이처럼 실각설은 단순한 일시적 루머라기보다는 중국 정치 체제가 안고 있는 구조적 취약성과 불확실성을 반영하는 현상으로 볼 수 있다. 권력 집중, 경제 침체, 대외 긴장, 그리고 정보 비대칭성이 결합된 상황에서 시진핑 체제에 대한 신뢰가 내부적으로도 흔들릴 수 있다는 인식이 확대되면서, 실각설은 반복적이고도 광범위한 파급력을 가지게 된 것이다.

## 실각설에 대한 반박 및 부정론
시진핑 실각설이 온라인과 일부 매체를 통해 확산되는 가운데, 이에 대한 반박 및 부정적 평가도 동시에 제기되었다. 중국 정부는 실각설에 대해 공식적인 해명을 내놓지는 않았으나, 일정한 방식으로 사실상 이를 부정하고 있는 것으로 해석된다. 대표적인 대응 방식은 시진핑의 공개 활동 및 대외 일정을 통해 지도자로서의 건재함을 보여주는 것이다. 실각설이 급속히 번졌던 2025년 7월 이후, 시진핑은 공산당 공식 회의나 지방 시찰, 외교 행사 등의 자리에 다시 모습을 드러냈으며, 관영 언론은 관련 보도를 통해 그의 통치 체제가 정상적으로 작동하고 있음을 강조하였다.
일부 전문가들은 실각설이 반복적으로 등장하는 원인을 중국 정치 체제의 불투명성, 그리고 외부 관측의 제약에 따른 과도한 해석이라고 본다. 중국은 권위주의 체제 특성상 지도자의 건강 상태나 권력 내부의 이견에 대해 외부에 정보를 거의 제공하지 않으며, 이에 따라 단기적인 공개 부재나 인사 이동 등이 곧바로 정치적 이상 징후로 확대 해석되는 경향이 있다는 것이다. 특히 군부 내 인사 이동이나 숙청은 시진핑 체제 전반에 걸쳐 꾸준히 진행되어온 반부패 캠페인의 일환으로도 해석될 수 있으며, 그것이 반드시 권력 붕괴의 전조라는 해석은 신중할 필요가 있다는 견해도 존재한다.
국제 사회의 일부 분석가들 역시 실각설의 신빙성에 의문을 제기하고 있다. 시진핑이 장기 집권 체제를 유지해온 지난 10여 년간에도 실각설이나 건강 이상설은 주기적으로 제기되었으나, 그때마다 사실로 확인된 적은 거의 없었다. 실각설을 뒷받침하는 정보 대부분이 익명 소식통이나 확인되지 않은 중화권 전문가의 발언, 혹은 유튜브 기반 해설 콘텐츠에서 비롯되었다는 점도 신뢰성을 낮추는 요인으로 지적된다. 특히 군부의 움직임이나 정치국 회의 내용 등은 대부분 비공개인 만큼, 이를 바탕으로 확정적 결론을 내리는 것은 무리가 있다는 반론이 이어지고 있다.
중국 내의 정치 구조상 쿠데타나 강제 퇴진과 같은 급진적 권력 교체는 실현 가능성이 낮다는 구조론적 반박도 존재한다. 공산당은 집단지도체제와 위계적 충성 구조를 기반으로 안정성을 유지해왔으며, 시진핑 이후를 둘러싼 권력 이양 과정이 있다 하더라도 이는 내부 조율과 절차적 승계를 통해 이루어질 가능성이 크다는 것이다. 당의 체면과 국가의 정치적 연속성을 중시하는 관례상, 시진핑의 퇴진 여부가 논의된다 하더라도 이는 장기적 계획에 따라 은퇴 수순으로 정리될 가능성이 높다는 주장도 설득력을 얻고 있다.

## 각국의 반응
시진핑 실각설이 2025년 7월을 전후해 온라인과 일부 언론을 통해 급속히 확산되자, 이에 대한 국제사회의 반응도 다양하게 나타났다. 공식적인 외교적 언급은 대부분 자제되었으나, 외신 보도와 전문가 코멘트, 정계 일각의 반응 등을 통해 각국의 입장이 간접적으로 표출되었다.
미국은 중국 내 정치 상황 변화에 대해 공식 논평을 삼갔지만, 일부 언론과 싱크탱크에서는 실각설의 배경과 가능성을 분석하는 보고서를 잇따라 발표하였다. 특히 미국 내 아시아 담당 외교 전문가들은 시진핑 체제가 흔들릴 경우 미·중 관계의 불확실성이 더욱 커질 수 있다는 점을 지적하였다. 일부 언론은 시진핑 이후의 중국 외교 노선 변화 가능성을 전망하기도 했으며, 정보기관 차원에서는 중국 군부 재편 동향을 면밀히 분석하고 있다는 보도도 있었다.
한국에서는 보수·진보 언론 모두 시진핑 실각설을 다양한 관점에서 보도하였다. 보수 성향 언론은 중국의 체제 위기를 부각하며 정권 내부의 갈등 구조에 주목했고, 진보 성향 매체는 시진핑 체제가 지나치게 폐쇄적이라는 점에서 실각설이 갖는 상징성과 파장을 강조하였다. 정부 차원에서는 공식 반응을 자제했으나, 외교·안보 전문가들 사이에서는 북한과의 관계, 한반도 주변 안보 정세에 미칠 영향을 주제로 한 논의가 이루어졌다.
일본에서는 언론과 학계가 비교적 신중한 태도를 보였다. 일본 주요 일간지는 중국 내 권력 구조의 불투명성과 실각설의 진위를 구분하는 데 주력하였으며, 정치권 일각에서는 동아시아 지역 안보에 미치는 함의를 지적하기도 했다. 특히 2022년 베이징 당대회에서 후진타오가 강제 퇴장당했던 장면을 상기하며, 중국 내 정치적 긴장의 구조적 반복 가능성을 분석하는 논조도 등장했다.
대만과 홍콩에서는 실각설에 대한 관심이 특히 컸다. 대만 언론은 실각설을 상세히 보도하며 시진핑 체제가 사실상 무너지고 있다는 강도 높은 주장을 제기하기도 했다. 대만 정부는 중국 정세의 안정성과 대만에 미치는 영향에 대해 공식적으로 논의 중이라는 입장을 밝혔으며, 중국의 내부 갈등이 무력시위 강도에 어떤 변화를 줄지에 대해서도 우려를 표명하였다. 홍콩의 일부 반중 성향 매체들은 시진핑 체제의 종말을 암시하는 분석을 내보냈으나, 친중 매체들은 이를 '허위 정보'로 규정하고 실각설을 부인하였다.
유럽연합 및 기타 서방국가들은 대체로 관망하는 자세를 유지하였다. 유럽의 주요 언론은 실각설을 다루되, 확인되지 않은 정보라는 점을 강조하며 신중한 논조를 유지하였고, 일부 외교 소식통은 중국과의 외교적 교류에 있어 직접적인 변화는 아직 감지되지 않는다고 전했다. 독일과 프랑스 등은 대중 외교와 공급망 안정성 문제에 집중하며 내부적으로 정세 분석을 강화하는 기조를 보였다.

## 유튜브와 웨이보의 영향
시진핑 실각설이 2025년을 전후해 온라인에서 급속히 확산된 데에는 유튜브와 웨이보 같은 주요 플랫폼의 역할이 결정적으로 작용했다. 이들 플랫폼은 단순한 정보 전달을 넘어, 정치적 루머의 형성과 증폭, 그리고 확산 경로로 기능하며 실각설의 사회적 파급력을 높였다.
유튜브에서는 특히 중화권 외부에 거주하는 중국 전문가, 망명 지식인, 보수 성향의 분석 채널을 중심으로 시진핑의 건강 이상설, 군부 권력 재편, 중앙정치국 회의 내용 유출 등과 관련된 영상이 다수 업로드되었다. 이들 콘텐츠는 고도의 정치적 민감성을 띠는 주제를 다루면서도 시각 자료와 자막, 과거 사례를 활용하여 일반 대중이 쉽게 이해할 수 있도록 구성되었고, 알고리즘을 통해 한국·대만·홍콩은 물론 서방권 이용자들에게도 빠르게 도달했다. 특히 ‘실각’, ‘쿠데타’, ‘군부 반란’ 등의 자극적인 키워드와 썸네일은 조회 수 상승과 함께 실각설의 신빙성을 높이는 효과를 가져왔다.
웨이보는 중국 내에서 실시간 정보 공유가 이루어지는 대표적인 SNS로, 실각설 초기 확산의 진원지 중 하나로 지목되었다. 비록 중국 정부의 검열 체계로 인해 관련 키워드와 게시물은 빠르게 차단되거나 삭제되었지만, 정보 삭제 이전의 캡처 화면, 암호화된 표현 방식, 차용된 이미지 등을 통해 간접적 메시지가 확산되었다. 일부 웨이보 이용자들은 시진핑의 일정 부재나 공식 보도 공백을 지적하며 “사라진 지도자”라는 표현을 사용했고, 이는 곧 다양한 추측성 해석으로 이어졌다.
이러한 SNS 플랫폼의 작동 방식은 정보의 신뢰성과 무관하게 콘텐츠가 주목도와 반응도에 따라 급속히 확산되는 구조를 보여준다. 특히 영상 중심의 유튜브는 감정적 몰입을 유도하는 데 유리하고, 웨이보는 은유와 해석, 짧은 문구를 통한 암시적 확산에 적합한 방식으로 기능하였다. 이러한 환경은 확인되지 않은 정치적 소문이 일종의 '사실처럼' 소비되는 현상을 야기하였으며, 실각설도 그 과정에서 사회적 진지함을 획득하게 되었다.

## 이후 전개 및 현재 상황
시진핑 실각설이 2025년 7월을 전후해 온라인과 일부 언론을 통해 급속히 확산된 가운데, 이후 전개와 관련하여 가장 중요한 분수령으로 지목되는 것은 2025년 8월 말로 예정된 중국 공산당 제20기 중앙위원회 제4차 전체회의(4중전회)이다. 이 회의는 이미 복수의 중화권 언론과 전문가들에 의해 시진핑 총서기의 거취가 공식적으로 결정될 수 있는 회의로 예고되고 있으며, 실각설의 진위가 사실상 가려질 중대한 분기점으로 평가받고 있다.
2025년 5월 개최된 것으로 알려진 중앙정치국 비공개 확대회의에서 시진핑의 권한 축소 및 향후 퇴진 문제가 주요 안건으로 논의되었으며, 당시 참석자들은 그의 전면 퇴진과 점진적 축출 사이에서 논쟁을 벌인 끝에 8월 4중전회에서 결론을 내리기로 합의한 것으로 보도되었다. 이에 따라 정치적 상징성은 유지하되 실권은 사실상 박탈당한 상태라는 분석이 우세해졌으며, 이후 공개 활동을 이어가는 시진핑의 행보 또한 기존과는 달리 '외형 유지'의 성격이 강하다는 해석이 뒤따랐다.
7월 중순 현재까지 시진핑은 제한적이나마 일부 회의에 모습을 드러내고 있으며, 중국 관영 언론은 그의 발언과 활동을 꾸준히 보도하고 있다. 그러나 군부 인사 교체, 당 인사권의 공청단 계열 이동, 주요 직계 측근의 실종·조사설 등 일련의 정황은 여전히 실각설을 완전히 부정하기 어렵게 만드는 요소로 작용하고 있다.
중국 정부는 실각설에 대해 공식적인 언급을 하지 않고 있으며, 그로 인해 정보의 공백을 해석과 추론이 채우는 상황이 이어지고 있다. 이에 따라 8월 말 4중전회는 단순한 당내 회의를 넘어, 시진핑 체제의 지속 여부, 혹은 명목상 유지와 실질적 퇴진 간의 구도를 명확히 보여주는 시험대가 될 것으로 보인다. 만일 이 회의에서 시진핑이 중국공산당 총서기 또는 중국공산당 중앙군사위원회주석직에서 물러난다면 실각설은 사실로 확인되는 것이며, 반대로 공식적인 권한 유지가 확인된다면 해당 설은 일정 부분 해소될 수 있다.
결론적으로, 2025년 8월의 전당대회 결과가 나올 때까지는 시진핑의 권력 상태에 대한 확정적인 판단은 유보될 수밖에 없으며, 실각설은 여전히 확인되지 않은 상태로 존재하고 있다. 그러나 그 전개 양상이 단순한 유언비어나 음모론의 차원을 넘어서, 중국 정치 구조 내 권력 이동의 신호로 작용하고 있다는 점에서 그 정치적 의미는 지속적으로 주목되고 있다.